# Šimun Balenović
Šimun Balenović (Kruščica kraj Kosinja, 21. listopada 1835. - Zagreb, 17. svibnja 1872.), hrvatski publicist.
Pohađao je Klasičnu gimnaziju u Zagrebu koju je završio 1855. godine. Studij teologije završio je u Zagrebu. Bio je predsjednik Zbora duhovne mladeži i urednik Katoličkog lista. Proučavao je crkvenu povijest i pedagogiju. Autor je pjesme prigodnice u povodu smrti bana Josipa Jelačića 1859., te djela "Povjestnica hrvatskoga naroda".